# آفند بهاره آلمان
آفند بهاره آلمان یا نبرد قیصر که با نام آفند لودندورف هم شناخته می‌شود سلسله عملیات‌هایی است که در جنگ جهانی اول در جبهه غربی توسط امپراتوری آلمان از ۲۱ مارس ۱۹۱۸ آغاز شد. پس از ورود ایالات متحده آمریکا به جنگ جهانی اول در آوریل ۱۹۱۷ میلادی، امپراتوری آلمان متوجه شد که تنها بخت پیروزی آلمان در این جنگ آن است که بتواند پیش از انتقال کامل سربازان و تجهیزات آمریکایی از اقیانوس اطلس به جبهه‌های نبرد اروپا متفقین جنگ جهانی اول را شکست دهد. خروج روسیه از جنگ با پیمان برست-لیتوفسک به نیروی زمینی امپراتوری آلمان اجازه می‌داد تا واحدهای بیشتری را از شرق به غرب منتقل کند تا بدین ترتیب آلمانی‌ها ۵۰ لشکر بیشتر از متفقین در غرب داشته باشند.
آفند آلمانی‌ها چهار عملیات به نام‌های میشائیل، ژرژت، گنایزنو و بلوخر-یورک داشت. آفند اصلی عملیات میشائیل بود که هدف از آن شکست خطوط متفقین و دور زدن موقعیت نیروهای بریتانیایی بود. آلمانی‌ها امیدوار بودند با اینکار نیروهای بریتانیایی حاضر در فرانسه را از میان ببرند تا فرانسوی‌ها با ترک مخاصمه موافقت کنند. بقیه عملیات‌ها فرعی بودند تا توجه نیروهای متفقین را از عملیات میشائیل دور کنند. پیش از شروع این آفند هیچ هدفی برای نیروهای آلمانی مشخص نشده و در طول عملیات بسته به شرایط اهداف عملیات تعیین می‌شد.
با شروع آفند نیروهای آلمانی به سرعت دچار مشکل شدند و پیشروی‌هایشان کند شد. یکی از مشکلات اصلی آلمانی‌ها مسئله پشتیبانی بود زیرا واحد تازش سریع آلمانی که به سربازان توفان معروف بودند نمی‌توانستند غذا و مهمات را به مقدار زیاد حمل نمایند. نیروهای متفقین در برابر حملات آلمانی‌ها توان خود را در بندرها مهم و خطوط ارتباطی راه‌آهن متمرکز کردند و در نواحی بی‌ارزشی که در اثر سال‌ها جنگ ویران شده بود مقاومت کمتری را نشان دادند. ظرف چند هفته پیشروی آلمانی‌ها متوقف شد و خطر پایان یافت اما درگیری‌ها تا ژوئیه ادامه داشت.
در این آفند ارتش آلمان بیشترین پیشروی‌های خود را از سال ۱۹۱۴ میلادی انجام داد. زمین‌های بسیاری که آلمانی‌ها در ۱۹۱۶ و ۱۹۱۷ از دست داده بودند پس گرفته شد و حتی نواحی تازه‌ای به اشغال آلمانی‌ها درآمد اما بیشتر این نواحی فاقد ارزش راهبردی بودند. با وجود پیشروی‌های حاصل شده این آفند نتوانست کمکی به وضعیت آلمانی‌ها بکند و به همین سبب پاره‌ای از تاریخ‌نگاران از این آفند با عنوان پیروزی شکست‌آمیز یاد می‌کنند.
در ژوئیه ۱۹۱۸ میلادی و با رسیدن نیروهای آمریکایی، متفقین توانستند جبهه‌ها را تثبیت کنند. در اوت ضدحمله متفقین با عنوان آفند صدروزه آغاز شد که نتیجه آن فروپاشی دفاع آلمانی‌ها، سقوط خط هیندنبورگ و تسلیم امپراتوری آلمان در نوامبر ۱۹۱۸ میلادی بود.

## آماده‌سازی آلمانی‌ها

### راهبرد

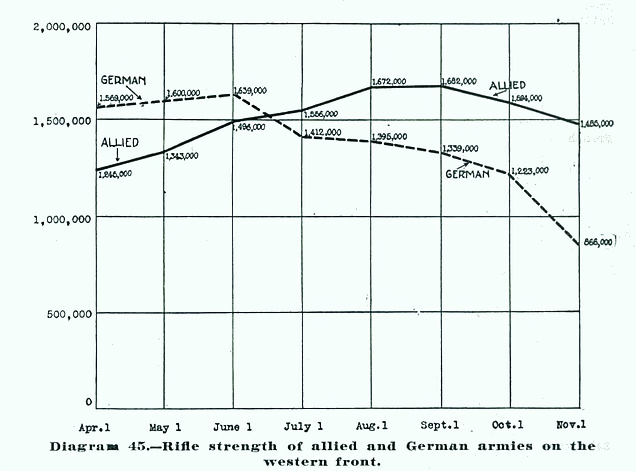
مقایسه تعداد پیاده‌نظام در خط مقدم آلمان و متفقین از آوریل تا نوامبر ۱۹۱۸ میلادی.

مورخان بسیاری سرفرماندهی ارتش آلمان و به خصوص اریش لودندورف را به دلیل نبود راهبرد درست و روشن مورد انتقاد قرار داده‌اند. لودندورف در نزد خودش پذیرفته بود که آلمان دیگر نمی‌تواند در جنگ فرسایشی پیروز شود اما با این حال حاضر نبود که دستاوردهای ارتش آلمان در جبهه‌ها را بیخیال شود و به همین دلیل یکی از موانع اصلی مذاکرات صلح میان دولت آلمان و متفقین بود.
اگرچه لودندورف مطمئن نبود که آیا آمریکایی‌ها با قدرت در جنگ حاضر خواهند شد اما در جلسه روسای ستاد ارتش آلمان در جبهه غربی در ۱۱ نوامبر ۱۹۱۷ اعلام نمود که می‌خواهد آفند را در جبهه غربی آغاز نماید. دولت آلمان و پاول فون هیندنبورگ که به صورت اسمی فرمانده ستاد کل بود در فرایند برنامه‌ریزی این آفند مشارکت نداشتند. در نهایت تصمیم گرفته شد تا عملیات میشائیل در نزدیک سن-کانتن که محل اتصال نیروهای فرانسوی و بریتانیایی بود انجام شود و سپس نیروها به سمت آراس در شمال پیشروی نمایند. دلیل اصلی انتخاب این محل مسائل تاکتیکی بود. زمین در این ناحیه پس از باران‌های زمستانی و بهاری زودتر خشک می‌شد و پیشروی در آن آسان‌تر بود. همچنین در این بخش از جبهه ارتش متفقین نیروهای کمتری داشت و امکان دفاع کمتری داشت.
هدف از این عملیات رسیدن به کانال مانش نبود بلکه آلمانی‌ها قصد داشتند با شکست خطوط متفقین و پیشروی در پشت خطوط انگلیسی‌ها آن‌ها را مجبور به عقب‌نشینی به بندرها کانال مانش بکنند یا اگر انگلیسی‌ها عقب‌نشینی نکردند آن‌ها را از بین ببرند. عملیات‌های دیگری که در این دوران با هدف پیشروی بیشتر به سمت شمال و اشغال بندرها موجود در فرانسه و بلژیک انجام شدند مانند عملیات جورجت تنها عملیات‌های فرعی در ادامه میشائیل بودند تا تمرکز متفقین را به هم بزنند.
تغییر مداوم اهداف عملیات پس از آغاز آن این تصور را ایجاد می‌کند که ارتش آلمان هیچ راهبرد منسجمی نداشت. تصرف هر هدف مهم راهبردی مانند بندرها کانال مانش یا شهر آمین که یک تقاطع مهم راه‌آهن بود بیشتر به صورت تصادفی رخ می‌داد تا اینکه طراحی شده باشد.

### نوآوری در تاکتیک‌ها
ارتش آلمان بسیاری از واحدهای سربازان توفان خود را که نیروهایی ویژه آموزش دیده با فنون نفوذ برای شکست خطوط دشمن و پیشروی بودند را برای این آفند آماده نمود. تاکتیک سربازان توفان شامل نفوذ و پیشروی سریع برای رسیدن به پشت خطوط دشمن جهت نابودی توپخانه و انبارهای مهمات بود، در حالی که محل‌های مقاومت دشمن دور زده می‌شدند تا واحدهای پیاده بعداً آن‌ها را از میان ببرند. این واحدها که پیشتاز تک بودند امکانی را برای ارتش آلمان فراهم می‌آورد تا در ابتدای عملیات بر دشمن برتری داشته باشد اما از سوی دیگر این واحدهای ویژه با بیشترین تلفات روبرو می‌شدند و در گذر زمان بهترین نیروهای ارتش آلمان از میان می‌رفتند. همچنین آلمانی‌ها نتوانستند نیروهای خود را به یک نیروی متحرک با قابلیت حرکت سریع در زمین‌های تصرف شده تبدیل کنند و همین خطا موجب خستگی زیاد پیاده‌نظام بر اثر پیاده‌روی‌های طولانی می‌شد. با وجود اثربخشی تاکتیک‌های سربازان طوفان، بقیه واحدهای ارتش آلمان به صورت سنتی و در قالب موج‌های بزرگ انسانی تک می‌کردند که تلفات بسیاری را موجب می‌شد.
برای موفقیت واحدهای آلمانی سرهنگ گئورگ بروخمولر تاکتیک آتشباری نویی را ابداع نمود. در این شیوه آتشباری در سه مرحله انجام می‌شد: نخست، آتشباری کوتاه روی مراکز فرماندهی و مخابرات؛ دوم، آتشباری روی واحدهای توپخانه دشمن و از بین بردن آن؛ سوم، آتشباری روی استحکامات خط مقدم دشمن. آتشباری در تمام این مراحل کوتاه بود تا غافلگیری دشمن حفظ شود. این تاکتیک به مدد توپ‌های سنگین بسیاری که ارتش آلمان در سال ۱۹۱۸ در اختیار داشت ممکن شد.

## آماده‌سازی متفقین
متفقین هم به نوبه خود شیوه دفاع در عمق را توسعه دادند. آن‌ها حضور نیروها در خط مقدم را کاهش داده و نیروهای ذخیره و انبارهای تدارکاتی را به فاصله‌ای بیشتر از برد توپخانه آلمانی‌ها منتقل کردند.
به صورت نظری خط مقدم منطقه پیشرو بود که توسط تک‌تیراندازان، گشتی‌ها و مقرهای مسلسل کنترل می‌شد. پس از این، خط نبرد وجود داشت که خارج از برد توپ‌های معمولی آلمان بود و در آن باید به شدت در برابر تک مقاومت نمود. پس از همه این‌ها در منطقه‌ای که خارج از تمام توپ‌های آلمان بود منطقه پشتی وجود داشت که در آن نیروهای ذخیره نگهداری می‌شدند تا محل‌های نفوذ آلمانی‌ها را سد کنند. هر لشکر پیاده‌نظام بریتانیایی که متشکل از ۹ گردان بود، سه گردان را در منطقه پیشرو، چهار گردان را در خط نبرد و دو گردان را در منطقه پشتی نگه می‌داشت.
البته این شیوه‌ها به صورت کامل توسط واحدها اجرا نمی‌شد. برای مثال در منطقه‌ای که ارتش پنجم (بریتانیا) به تازگی از فرانسوی‌ها تحویل گرفته بود خطوط دفاعی به صورت کامل آماده نبودند و به دلیل کمبود سرباز امکان دفاع در عمق وجود نداشت. منطقه پشتی فقط روی کاغذ وجود داشت و در منطقه نبرد هم استحکامات معدودی وجود داشت که نمی‌توانستند از یکدیگر پشتیبانی کنند و فاصله میان آن‌ها به سربازان توفان آلمانی اجازه می‌داد تا نفوذ کنند.

## عملیات میشائیل
در ۲۱ مارس ۱۹۱۸ میلادی واحدهای آلمانی آفند بزرگی را علیه ارتش پنجم بریتانیا و بال راست ارتش سوم (بریتانیا) آغاز نمودند.
آتشباری آلمانی‌ها در ساعت ۴:۴۰ صبح روز ۲۱ مارس آغاز شد. این گلوله‌باران مساحتی به اندازه ۳۹۰ کیلومتر مربع را هدف قرار داد و بزرگ‌ترین آتشباری کل جنگ بود. بیش از ۱٫۱۰۰٫۰۰۰ گلوله توپ در ۵ ساعت شلیک شدند…

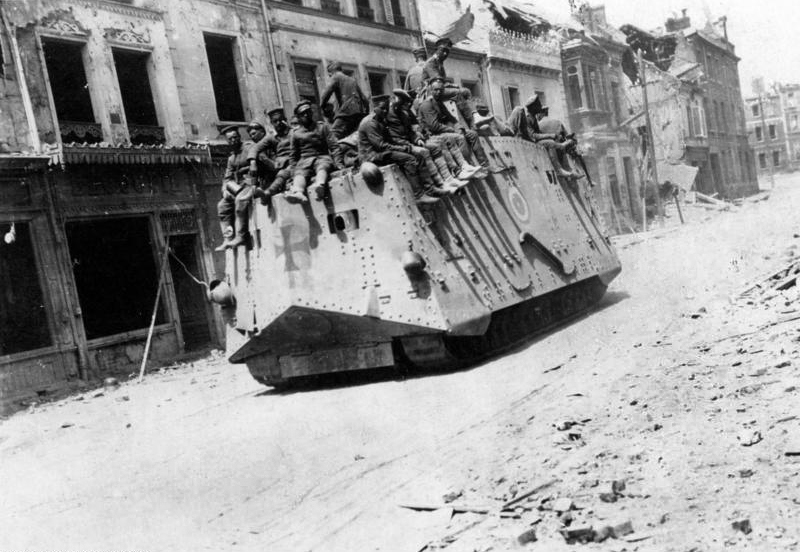
تانک آ۷فا آلمانی، مارس ۱۹۱۸ میلادی

واحدهای آلمانی شرکت کننده در این عملیات از شمال تا جنوب عبارت بودند از: ارتش هفدهم امپراتوری آلمان به فرماندهی اتو فون بلو، ارتش دوم امپراتوری آلمان تحت امر گئورگ فون در مارویتز و ارتش هجدهم امپراتوری آلمان به فرماندهی اسکار فون هوتیه که ارتش هفتم امپراتوری آلمان نیز از آن پشتیبانی می‌کرد. با وجود اینکه بریتانیایی‌ها مکان و زمان تقریبی حمله را می‌دانستند اما سنگینی تک و بمباران ابتدایی به شدت آن‌ها را غافلگیر کرد. همچنین آلمانی‌ها این بخت را داشتند که صبح حمله مه‌آلود بود و به سربازان توفان اجازه می‌داد تا بدون دیده شدن تا عمق مواضع دشمن نفوذ کنند.
در پایان روز نخست بریتانیایی‌ها ۷۵۱۲ کشته و ۱۰۰۰۰ زخمی متحمل شدند و آلمانی‌ها در چند نقطه خطوط ارتش پنجم بریتانیا را شکستند. پس از دو روز به ارتش پنجم بریتانیا فرمان عقب‌نشینی داده شد اما بسیاری از سربازان در استحکامات انگلیسی‌ها جاماندند که توسط پیاده‌نظام آلمان نابود شدند. علاوه بر ارتش پنجم بال راست ارتش سوم بریتانیا هم مجبور به عقب‌نشینی شد تا محاصره نشود.
با وجود موفقیت‌های پیش آمده ارتش آلمان راهبرد مشخصی را نداشت. مشکل لودندورف این بود که بیشتر پیشروی‌های به دست آمده در نواحی بودند که از نظر راهبردی اهمیت چندانی نداشتند و از بخش‌های مهم در خطوط متفقین به خوبی دفاع می‌شد. به همین دلیل واحدهای آلمانی با تک مداوم به نواحی که انگلیسی‌ها به خوبی از آن دفاع می‌کردند دچار تلفات و مشکلات زیادی شدند. لودندورف در ۲۸ مارس عملیاتی را به سرعت در آراس تدارک دید که هدف از آن تک به یال چپ ارتش سوم بریتانیا و افزایش شکاف ایجاد شده در خطوط متفقین بود. در این بخش دفاع در عمق بریتانیایی‌ها کامل بود، بمباران آلمانی‌ها دقیق نبود و اینبار دیگر مه هم وجود نداشت که نفوذ سربازان توفان را مخفی نماید. پس از یکروز آلمانی‌ها با تلفات سنگین موفقیت خاصی را به دست نیاوردند و عملیات لغو شد.
رخنه آلمانی‌ها در شمال محل اتصال نیروهای بریتانیایی و فرانسوی رخ داده بود. فرمانده کل قوای بریتانیا داگلاس هایگ و دولت بریتانیا اعتقاد داشتند که فرمانده کل قوای فرانسه فیلیپ پتن نیروهای پشتیبان را با سرعت کمی به این ناحیه ارسال می‌کند. البته این نظر از جانب تاریخ‌نگاران مورد بحث قرار گرفته‌است زیرا پتن آنچنان که با هایگ هماهنگ نموده بود قرار بود شش لشکر را در ۴ روز بفرستد اما اینکار را تنها در دو روز انجام داد و در ادامه هم لشگرهای بیشتری را حتی بدون آنکه هایگ تقاضا کند به منطقه فرستاد. واکنش متفقین به این ادعاهای هایگ انتصاب ژنرال فرانسوی فردیناند فوش به عنوان هماهنگ‌کننده کل فعالیت‌های متفقین در فرانسه و سپس به عنوان فرمانده کل متفقین در همه‌جا بود.
موفقیت عملیات میشائیل باعث دور شدن آلمانی‌ها از خطوط راه‌آهن و پایگاه‌های تدارکاتی خود بود. سربازان توفان که پیشرو عملیات بودند تنها تدارکات لازم به اندازه چند روز را با خود حمل می‌کردند و نیازمند رسیدن تدارکات از پشت جبهه بودند. به دلیل کمبود تدارکات پیشروی این واحدها کند شد و فرماندهان متفقین زمان بیشتری را برای تقویت مناطق در خطر پیدا کردند. آلمانی‌ها برای رساندن تدارکات باید از زمین‌هایی عبور می‌کردند که در سال‌های گذشته طی نبردهای گوناگون به ویرانه تبدیل شده بود و انتقال نیرو و تجهیزات از آن بسیار سخت بود.

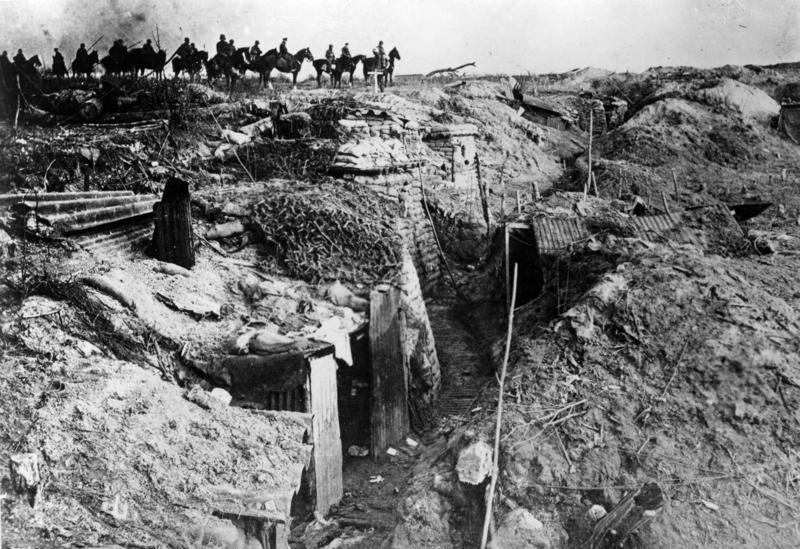
آلمانی‌ها از کنار سنگرهای اشغال شده بریتانیایی‌ها می‌گذرند.

با گذشت چند روز پیشروی آلمانی‌ها به شدت کند شد، زیرا پیاده‌نظام به شدت خسته شده بود و انتقال توپ‌ها و دیگر تدارکات به شدت سخت بود. سربازان تازه‌نفس انگلیسی و استرالیایی به شهر آمین که هدف اصلی آلمانی‌ها بود گسیل شدند و دفاع شهر تقویت شد. در نهایت لودندورف در ۵ آوریل فرمان پایان عملیات میشائیل را صادر نمود. در مقایسه با نبردهای جنگ جهانی اول، آلمانی‌ها پیشروی مطلوبی کرده بودند اما در واقعیت این یک پیروزی شکست‌آمیز برایشان بود. از نظر تلفات جایگزینی نیروهای از دست رفته برای آلمانی‌ها ممکن نبود و مواضع مهمی مانند آراس و آمین در دست متفقین باقی ماندند و دفاع از نواحی تصرف شده در برابر ضدحمله متفقین بسیار سخت بود.
تلفات متفقین در این عملیات ۲۵۵۰۰۰ نفر به همراه ۱۳۰۰ قبضه توپ و ۲۰۰ عراده تانک بود اما متفقین می‌توانستند به سرعت این آسیب‌ها را جبران کنند، به خصوص که آمریکایی‌ها نیز در راه بودند. در سوی دیگر تلفات آلمانی‌ها ۲۳۹۰۰۰ نفر بود که بسیاری از آنان سربازان نخبه واحدهای توفان بودند که جایگزین کردنشان ممکن نبود. از نظر روحیه نیز شادی ابتدایی سربازان آلمانی به سرعت تبدیل به ناامیدی شد زیرا حمله به نتایج قطعی نرسید.

## عملیات ژرژت

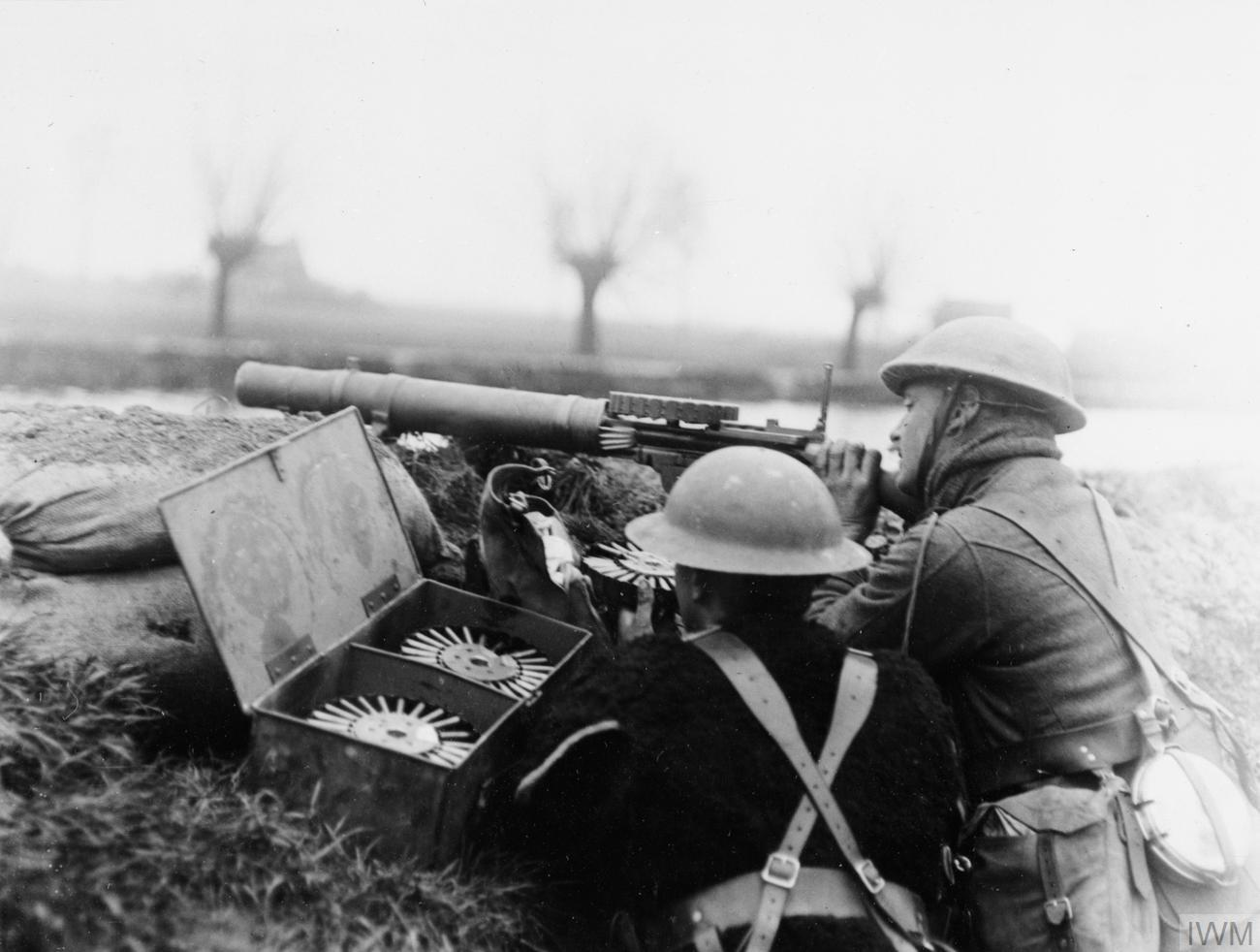
مسلسل‌چی‌های بریتانیایی مسلح به تفنگ لوئیس در حال دفاع در حاشیه رود لایه. ۱۵ آوریل ۱۹۱۸ میلادی.

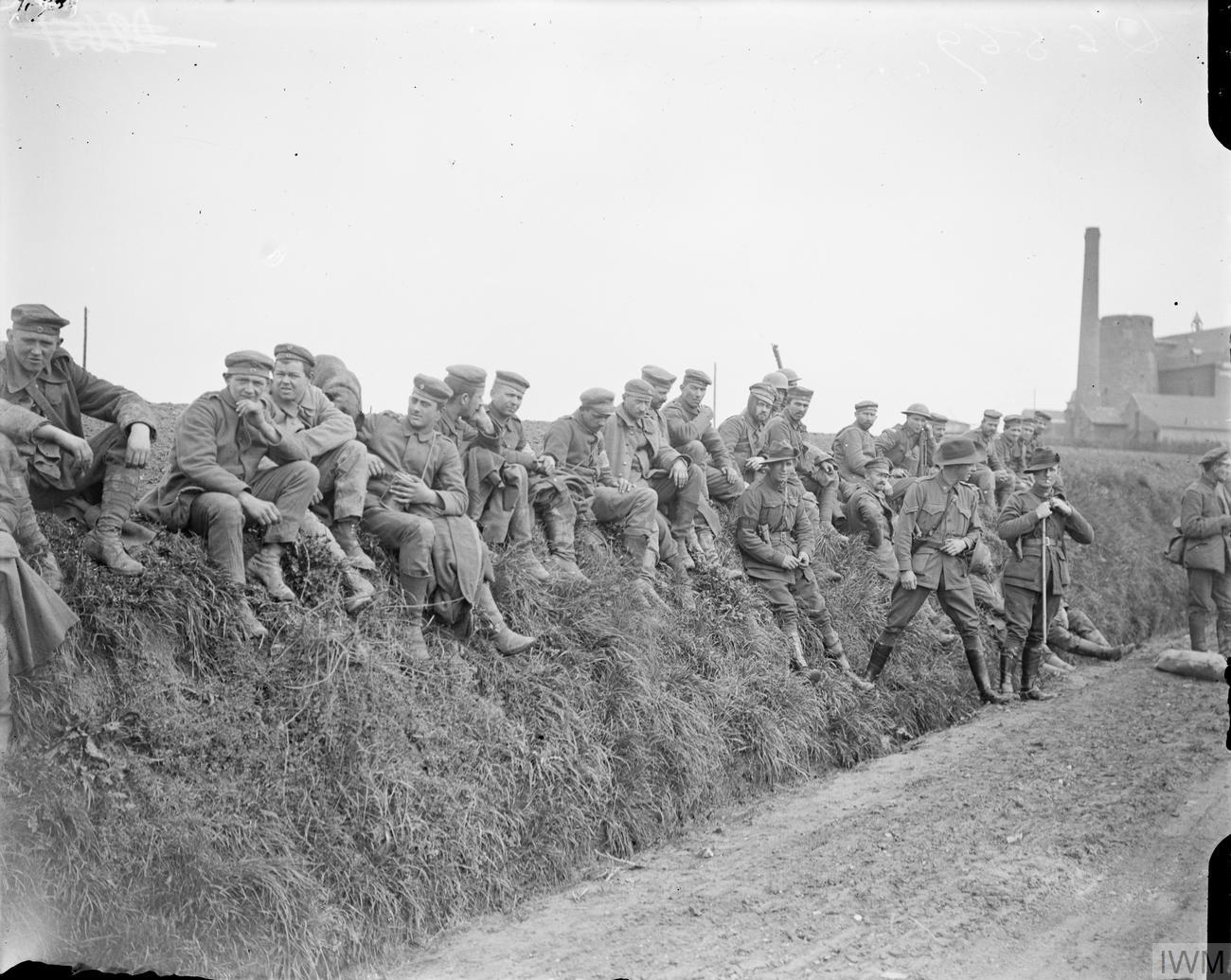
اسیران آلمانی در ۲۹ آوریل ۱۹۱۸ میلادی.

عملیات میشائیل توان و نیروی انگلیسی‌ها را معطوف به دفاع از آمین نمود و راه‌آهنی که از ازبروک می‌گذشت و به بندرها کاله، بولون-سور-مر و دانکرک می‌رسید را مورد خطر می‌داد که موفقیت آلمانی‌ها در بستن این راه‌آهن می‌توانست بریتانیایی‌ها را شکست دهد.
آفند نیروهای آلمانی در ۹ آوریل پس از گلوله‌باران آغاز شد. هدف اصلی یورش نیروهای آلمانی زمین باز و مسطحی بود که سپاه اعزامی پرتغال از آن دفاع می‌کرد. پرتغالی‌ها که یک سال ماندن در سنگر آن‌ها را خسته کرده بود در همان زمان قرار بود با نیروهای انگلیسی تازه‌نفس جایگزین شوند. به همین دلیل در زمان آغاز تک آلمانی‌ها تنها قسمت کوچکی از نیروهای پرتغالی وظیفه دفاع بخش بزرگی از جبهه را به عهده داشتند.
شیوه جدید گلوله‌باران آلمانی‌ها ضربه سختی را به نیروهای پرتغالی زد و یورش هشت لشکر آلمانی نیروهای پرتغالی را کاملاً از میان برد. نیروهای انگلیسی که در شمال پرتغالی‌ها قرار داشتند نیز به سرعت شکست خورده و رخنه بزرگی توسط نیروهای آلمانی ایجاد شد. با این حال در جنوب لشکر ۵۵ پیاده بریتانیا که زیر فشار کمتری بود و از موقعیت دفاعی بهتری نیز بهره می‌برد توانست به خوبی در برابر آلمانی‌ها مقاومت نماید و موقعیت دفاعی خود را حفظ کند.
روز بعد نیروهای آلمانی حملات خود را شمال جبهه را گسترش دادند که نتیجه آن عقب‌نشینی مدافعان از ارمانتیر و اشغال منان (بلژیک) توسط آلمانی‌ها بود. انگلیسی‌ها تمام نیروهای باقی‌مانده‌شان در منطقه را برای دفاع از خطی که در امتداد رود لایه وجود داشت به خدمت گرفتند.
در نبود نیروهای کمکی فرانسوی این خطر احساس می‌شد که آلمانی‌ها بتوانند فاصله ۲۴ کیلومتری باقی مانده تا بندرهای کانال مانش را در چند روز بپیمایند اما مشکلات لجستیک آلمانی‌ها را زمینگیر کرد و با آغاز ضدحمله متفقین عملیات ژرژت در ۲۹ آوریل لغو شد.
به مانند عملیات میشائیل در ژرژت هم تلفات طرفین تقریباً برابر بود و هر یک ۱۱۰۰۰۰ زخمی و کشته دادند. از نظر راهبردی عملیات ژرژت هم برای آلمانی‌ها ناموفق بود و تنها زمین‌های بی‌ارزشی که قابلیت دفاعی نداشتند به تصرف آلمانی‌ها درآمد.

## بلوخر-یورک

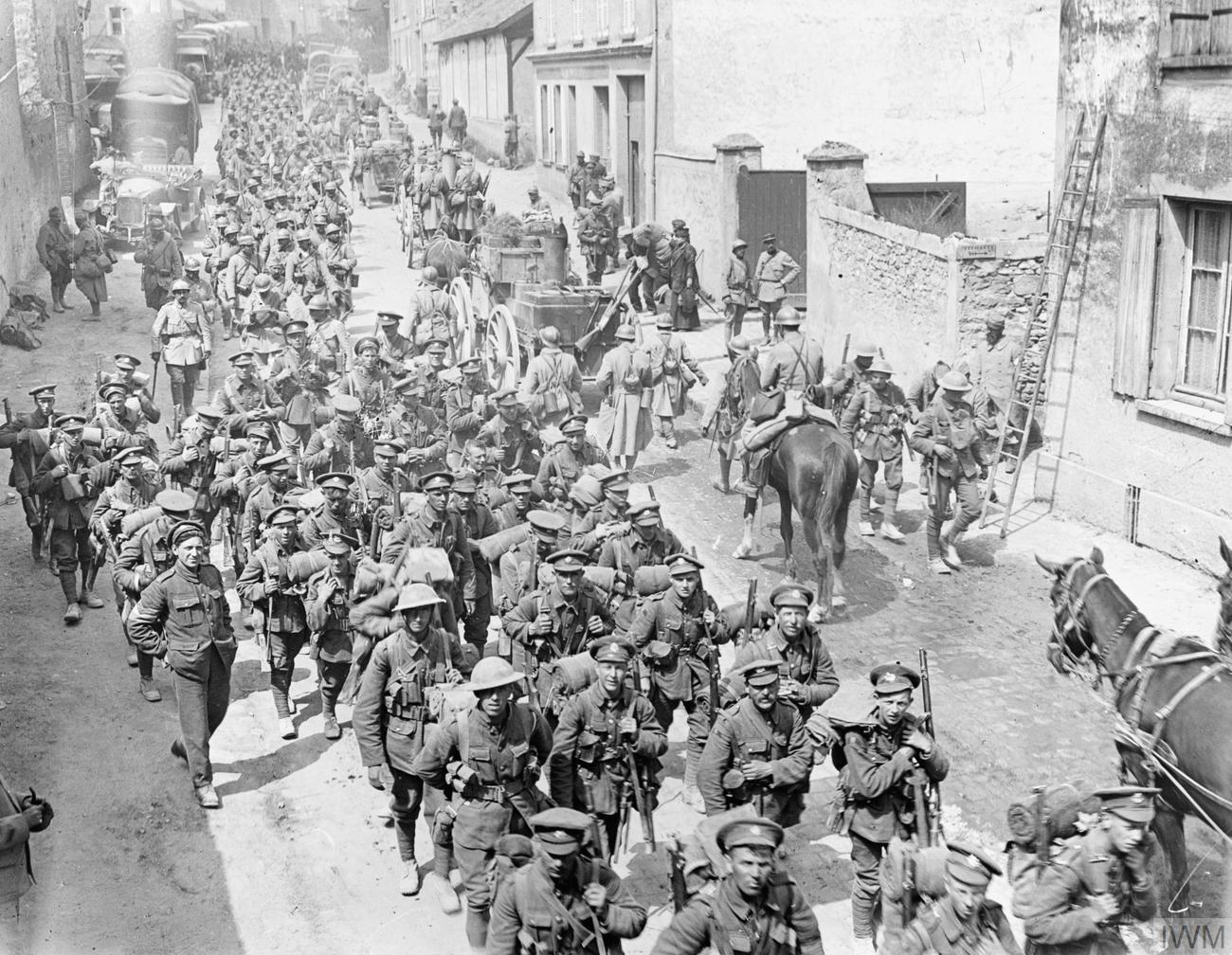
سربازان فرانسوی و بریتانیایی در ۲۹ مه ۱۹۱۸ میلادی.

با توقف عملیات ژرژت یک عملیات دیگر برای حمله به مواضع فرانسوی‌ها طراحی شد تا با دور کردن نیروهای متفقین از بندرهای کانال مانش راه پیشروی دوباره نیروهای آلمانی به سمت شمال را باز کند. هدف راهبردی این عملیات هم به مانند پیشینی‌ها جدا کردن نیروهای فرانسوی و انگلیسی از یکدیگر و به دست آوردن پیروزی پیش از رسیدن نیروهای آمریکایی بود. نیروهای آمریکایی که تا آن زمان به اروپا رسیده بودند نخست در سنت میهیل مستقر شدند و پس از توقف عملیات میشائیل برای تقویت خط دفاعی فرستاده شدند که آنجا در ۲۸ مه ۱۹۱۸ میلادی اولین آفند خود به نام نبرد کونتینی را انجام دادند.
عملیات آلمانی‌ها در روز ۲۷ مه با تک به خط میان سوآسون و رنس آغاز شد که دفاع از آن را چهار لشکر مستهلک شده انگلیسی که در حال استراحت بودند به عهده داشتند. تاکتیک‌های دفاع در عمق در این ناحیه به دلیل لجبازی‌های فرمانده ارتش ششم فرانسه ژنرال دنیس آگوست دوچن اجرا نشده بود و به همین دلیل شیوه‌های جدید گلوله‌باران آلمانی‌ها بسیار مؤثر افتاد و خطوط دفاعی متفقین فرو ریخت. آلمانی‌ها به سمت رود مارن پیشروی کردند و پاریس در خطر افتاد. شرایط پاریس در این ایام بسیار وخیم بود، شهر از ۲۱ مارس در برد توپ‌های دوربرد آلمانی قرار گرفت و علاوه بر فرار مردم از شهر دولت نیز برنامه‌هایی برای تخلیه پایتخت و رفتن به بوردو داشت.
در این عملیات هم تلفات طرفین تقریباً برابر بود. تا ۶ ژوئن تلفات متفقین ۱۲۷۰۰۰ نفر و تلفات آلمانی‌ها ۱۳۰۰۰۰ نفر بود. تلفاتی که جبران آن برای آلمان بسیار سخت بود.

## گنایزنو
لودندورف قصد داشت تا با عملیات بلوخر-یورک توجه نیروهای متفقین را از شمال به غرب جلب نماید تا بتواند طی یک عملیات نهایی در شمال نیروهای بریتانیایی را شکست دهد اما موفقیت‌های تاکتیکی در بلوخر-یورک موجب شد تا لودندورف دچار خطا شده و نیروهای ذخیره خود را از شمال به غرب منتقل نماید، در حالی که متفقین نیروهای خود را در شمال نگه داشتند. لودندورف قصد داشت تا با ادامه عملیات بلوخر-یورک در عملیات گنایزنو هرچه بیشتر به غرب پیشروی نماید تا متفقین هم مجبور شوند نیروهای ذخیره‌شان را به این جبهه بیاورند.
فرانسوی‌ها از طریق اسیران آلمانی از این عملیات مطلع شده و تاکتیک‌های دفاعی مناسبی را اتخاذ نموده بودند که به همین دلیل گلوله‌باران آلمانی‌ها در روز ۹ ژوئن آسیب کمی را به فرانسوی‌ها زد. با این وجود، تک پرتعداد آلمانی‌ها که با استفاده از ۲۱ لشکر در جبهه‌ای ۳۷ کیلومتری بود مقاومت سنگین نیروهای فرانسوی و آمریکایی را درهم شکست و آلمانی‌ها توانستند ۱۴ کیلومتر پیشروی نمایند. ضدحمله غافلگیرانه فرانسوی‌ها در ۱۱ ژوئن که با ۱۵۰ تانک و چهار لشکر به فرماندهی شارل مانژن در کومپین و بدون گلوله‌باران پیشینی انجام شد آلمانی‌ها را غافلگیر کرد و پیشروی ایشان متوقف شد. روز بعد فرمان توقف کامل عملیات گنایزنو داده شد.
تلفات طرفین در این عملیات شامل ۳۵۰۰۰ نفر از متفقین و ۳۰۰۰۰ نفر آلمانی بود.

## آخرین حمله آلمانی‌ها
لودندورف در ۱۵ ژوئیه در تلاشی دوباره برای کشاندن نیروهای ذخیره متفقین از فلاندر به جنوب عملیاتی را آغاز کرد. تک در شرق ریمز توسط دفاع در عمق فرانسوی‌ها خنثی شد. نیروی هوایی آلمان که دچار مشکل سوخت بود زمینگیر شده و برتری هوایی با متفقین بود، به همین دلیل متفقین با کمک نظارت هوایی از تمام تحرکات آلمانی‌ها خبر داشتند و توانستند به خوبی حملات را دفع کنند.
در جنوب غربی ریمز نیروهای آلمانی توانستند از رود مارن بگذرند و موفقیت‌هایی را کسب نمایند اما حملات سنگینی فرانسوی‌ها که از ۱۸ ژوئیه آغاز شد به شدت آلمانی‌ها را تحت فشار گذاشت و لودندورف مجبور شد تا ۸ اوت در بیشتر مناطق عقب‌نشینی کند. از این پس ابتکار عمل در جبهه‌ها در دست متفقین بود و آن‌ها به زودی آفند صدروزه خود را آغاز کردند که به جنگ پایان داد.

## پسایند

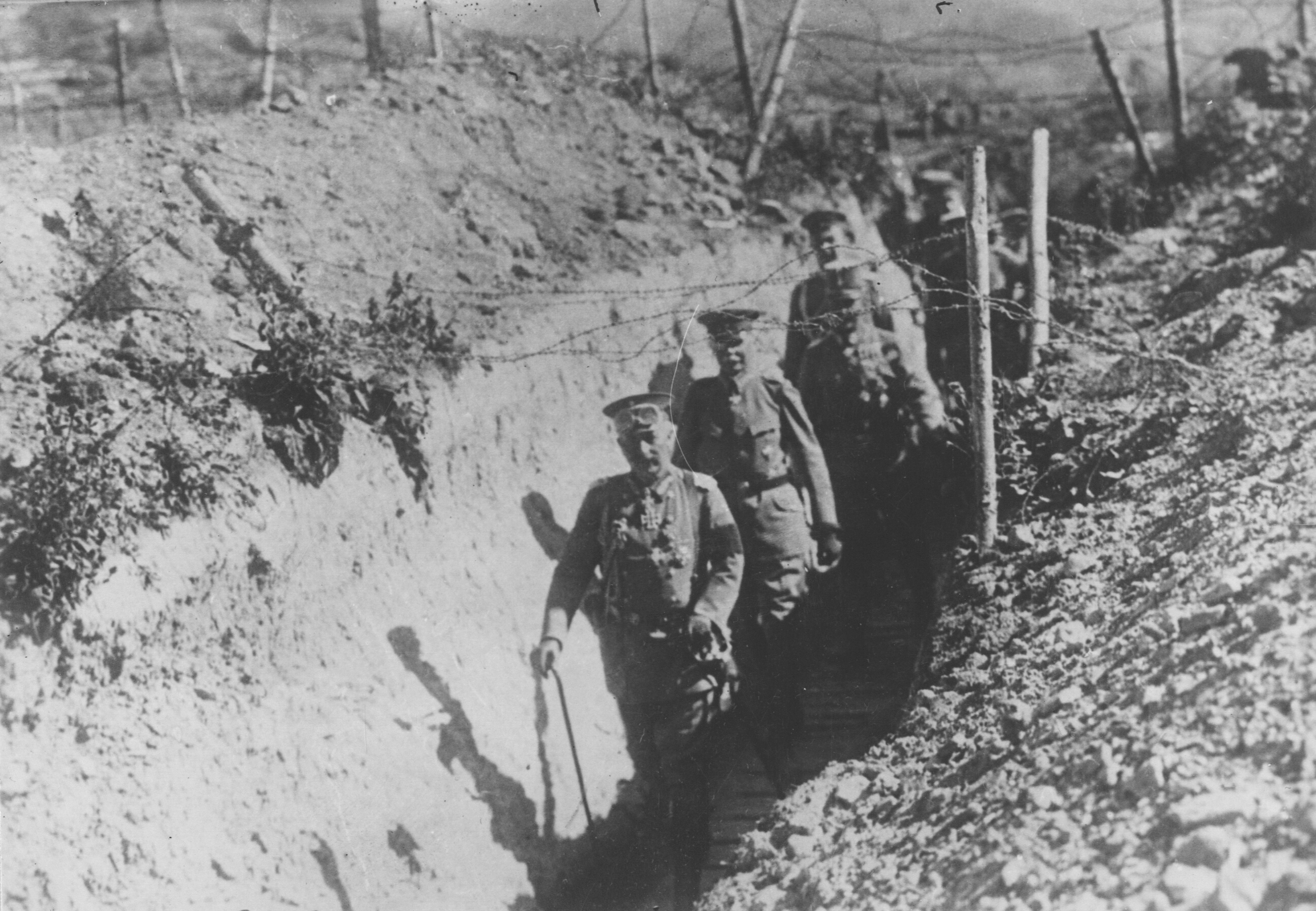
قیصر آلمان در خطوط نبرد، ۴ آوریل ۱۹۱۸ میلادی.

آفند بهاره دستاوردهای بزرگ سرزمینی برای آلمان به ارمغان آورد اما پیروزی نهایی ممکن نشد و ارتش آلمان به شدت مستهلک و خسته شد. نواحی اشغال شده نیز بیشتر به شکل بیرون‌زدگی‌هایی بودند که طول خط دفاعی را بسیار بیشتر و دفاع از آن را سخت‌تر می‌کرد. در شش ماه توان رزمی ارتش آلمان از ۵٫۱ میلیون نفر به ۴٫۲ میلیون کاهش یافت. در ژوئیه برتری آلمان در جبهه غربی تنها به ۲۰۷ لشکر در برابر ۲۰۳ لشکر متفقین رسید که با ورود بیشتر نیروهای آمریکایی این برتری کوچک هم به زودی از میان می‌رفت. فرماندهان آلمانی برآورد می‌کردند برای جبران آسیب‌های وارده نیاز به ۲۰۰۰۰۰ سرباز جدید در ماه دارند. در حالی که تنها ۷۰ تا ۸۰ هزار نفر زخمی‌های مداوا شده در ماه می‌توانستند به جبهه بازگردند به علاوه ۳۰۰۰۰۰ سرباز تازه از جوانانی که به هجده سال می‌رسیدند تا انتها سال در دسترس بودند. علاوه بر این در این آفند آلمان بهترین سربازان خود را از دست داده بود و در شرق هم همچنان مجبور بود یک میلیون سرباز را نگه دارد.
این آفند به متفقین هم ضربه سختی زد اما نتوانست آن‌ها را بشکند. یکی از مشکلات متفقین در این دوران نبود فرماندهی عالی واحد بود که با انتصاب ژنرال فوش به سمت فرماندهی عالی تا حدی اصلاح شد و هماهنگی متفقین برای عملیات‌های بعدی را افزایش داد.
عجب اینکه، موفقیت‌های اولیه آلمان در این آفند احتمالاً موجب تضعیف روحیه سربازان آلمانی و تسریع شکست آلمان شد؛ زیرا تا پیش از این فرماندهان آلمانی به سربازان خود می‌گفتند که کمبود مواد غذایی و سایر منابع در تمام طرف‌های جنگ وجود دارد اما وقتی که سربازان آلمانی خطوط متفقین را می‌شکافتند با بررسی سنگرهای دشمن متوجه می‌شدند که تغذیه و پشتیبانی نیروهای متفقین از آلمانی‌ها بسیار بهتر است و رهبران تا کنون به ایشان دروغ می‌گفتند.